# Face the Shadow
Face the Shadow è un brano musicale del supergruppo musicale Genealogy, pubblicato nel 2015. 
La canzone ha rappresentato l'Armenia all'Eurovision Song Contest 2015, classificandosi al 16º posto finale.
Il brano è stato composto da Armen Martirosyan, mentre il testo è di Inna Mkrtchyan.

## Tracce
Download digitale
1. Face the Shadow – 3:02